# Тиха ніч, смертельна ніч 2
Тиха ніч, смертельна ніч 2 (англ. Silent Night, Deadly Night Part 2) — американський фільм жахів 1987 року.

## Сюжет
Молодший брат Біллі на ім'я Ріккі опиняється в психіатричній лікарні і розповідає лікарю про страшне минуле своєї родини. Перша половина фільму здебільшого присвячена показу фрагментів з першої картини. Зрештою, Ріккі також переодягається в костюм Санта-Клауса, тікає з лікарні, бере сокиру і йде по стопах старшого брата.

## У ролях
- Ерік Фріман — Ріккі Колдуелл
- Джеймс Ньюман — доктор Генрі Блум
- Елізабет Кайтан — Дженніфер
- Джин Міллер — Ігуменя
- Даррел Гілбі — Ріккі (15 років)
- Брайан Майкл Хенлі — Ріккі (10 років)
- Коррін Джельфан — місіс Розенберг
- Майкл Комбатті — містер Розенберг
- Кеннет Брайан Джеймс — Чіп
- Рон Моріарті — детектив
- Френк Новак — лихвар
- Рендолл Боффман — Едді
- Джоан Вайт — Паула
- Ленні Роуз — переможений
- Надя Вінд — Сестра Мері
- Кеннет Маккейб — найнятий поліцейський
- Джей Обрі Айланд — санітар
- Ренді Пост — базіка в театрі
- Kent Коппейс — поліцейський 1
- Майкл Марло — поліцейський 2
- Ларрі Келман — поліцейський 3 / фельдшер